# Александар Пешић
Александар Пешић (Ниш, 21. мај 1992) је српски фудбалер. Игра на позицији нападача, а тренутно наступа за екипу Ференцвароша.

## Клупска каријера
Прве фудбалске кораке начинио у ФК Филип Филиповић из Ниша, где је са изузетно талентованом генерацијом вршњака (Никола Стојиљковић, Урош Витас, Раде Дугалић, Лазар Ћирковић...) био првак државе у свом узрасту. Наступао је у млађим категоријама и за београдски Партизан, да би каријеру наставио у нишком Радничком где већ са 16 година и три дана, 24. маја 2008. против ЧСК-а из Челарева дебитује за сениорски тим.
На крају те сезоне, Раднички из Ниша испада у Српску лигу, а у јулу 2008. Александар Пешић каријеру наставља у Грчкој, након што је са екипом ОФИ са Крита потписао трогодишњи уговор. Током две сезоне у грчком ОФИ-ју одиграо је тек 13 мечева на којима је постигао један гол. Крајем јануара 2011. постаје члан молдавског Шерифа из Тираспоља у чијем дресу осваја две титуле првака Молдавије (2011/12 и 2012/13) као и Суперкуп Молдавије (2013).
У августу 2013. раскида уговор са Шерифом, враћа се у Србију и потписује уговор са Јагодином. У дресу "ћурана" пружио је запажене партије и постао најбољи стрелац екипе (13 голова) која се те сезоне пласирала у финале Купа Србије. На крају те сезоне изабран је у идеалан тим Суперлиге Србије за сезону 2013/14.
Током јуна 2014. постао је и званично нови играч Тулузе, пошто је ставио параф на петогодишњу сарадњу са дугогодишњим чланом Лиге 1. Током две сезоне у француском лигашу одиграо је 57 првенствених утакмица на којима је постигао 8 голова. Крајем августа 2016. Тулуза је позајмила Пешића италијанској Аталанти на годину дана, а обештећење је износило 300.000 евра. За Аталанту је током сезоне 2016/17. одиграо само 6 лигашких утакмица без постигнутог гола.
Пешић се 4. јула 2017. вратио у српски фудбал, потписавши уговор са Црвеном звездом. Црвена звезда је у сезони 2017/18. освојила 29. титулу шампиона и након 25 година презимила у Европи, а Пешић је одиграо највише утакмица у црвено-белом дресу у тој сезони – 51 утакмица/29 голова. Са 25 голова је био најбољи стрелац Суперлиге и поставио нови рекорд по броју голова у једној сезони Суперлиге. Изабран је за најбољег играча сезоне Суперлиге и у тим сезоне. Чинио је одличан тандем са Ричмондом Боаћијем у јесењем делу сезоне када су заједно постигли 44 гола, што их сврстава међу најефикасније тандеме у историји Црвене звезде. Након Боаћија постао је тек други фудбалер са више од 20 постигнутих голова за једну полусезону после 1992. године и Дарка Панчева.
У јулу 2018. године прелази у Ал Итихад из Саудијске Арабије. За овај клуб је одиграо 11 првенствених утакмица и постигао један гол. У фебруару 2019. године одлази на позајмицу у јужнокорејски Сеул. У Сеулу је био до маја 2020, након чега није успео да се договори о наставку сарадње па се вратио у Ал Итихад. У септембру 2020. је раскинуо уговор са Ал Итихадом. Током сезоне 2020/21. је играо за Макаби из Тел Авива.

## Репрезентација
За репрезентацију Србије до 19 година одиграо је шест сусрета и био учесник УЕФА Европског првенства до 19 година 2011. године на коме је Србија елиминисана у полуфиналу од Чешке (2:4). За младу репрезентацију наступио на 16 мечева и постигао три поготка. Учесник УЕФА Европског првенства до 21 године 2015. године на ком Србија није прошла групну фазу такмичења.
За сениорску репрезентацију Србије дебитовао 15. новембра 2016. у пријатељском мечу против Украјине (0:2) у Харкову.

## Успеси

### Клупски
Шериф Тираспољ
- Првенство Молдавије (2): 2010/11, 2012/13.
- Суперкуп Молдавије (1): 2013.

Црвена звезда
- Суперлига Србије (2): 2017/18, 2022/23.[16]
- Куп Србије : 2022/23.[17]

### Појединачни
- Најбољи стрелац Суперлиге Србије (1): 2017/18.
- Идеални тим Суперлиге Србије (2): 2013/14, 2017/18.